# 石附実
石附 実（いしづき みのる、1934年11月29日 - 2006年5月23日）は、日本の教育学者。大阪市立大学名誉教授。専門は比較・国際教育学、近代日本比較教育文化史。

## 経歴
新潟市生まれ。1959年、京都大学教育学部卒業。1965年、同大学院博士課程満期退学。1973年「近代日本海外留学史の研究」で教育学博士。神戸山手女子短期大学講師、1966-1968年、オーストラリア国立大学極東史研究所員。天理大学助教授。大阪市立大学文学部助教授、教授。1996年、定年退官、名誉教授。京都女子大学教授。2005年退職。

## 著書
- 『近代日本の海外留学史』ミネルヴァ書房 1972、中公文庫 1992
- 『国際化への教育』ミネルヴァ書房 1974
- 『西洋教育の発見 幕末明治の異文化体験から』福村出版 1985
- 『教育博物館と明治の子ども』福村出版 異文化接触と日本の教育 1986
- 『日本の対外教育 国際化と留学生教育』東信堂 1989
- 『世界と出会う日本の教育』教育開発研究所 1992
- 『教育の比較文化誌』玉川大学出版部 1995
- 『教育における比較と旅』東信堂 2005

### 共編著
- 『現代日本の教育と国際化』鈴木正幸共編 福村出版 異文化接触と日本の教育 1988
- 『近代日本の学校文化誌』編著 思文閣出版 1992
- 『比較・国際教育学』編著 東信堂 1996
- 『オーストラリア・ニュージーランドの教育』笹森健共編 東信堂 2001

### 翻訳
- フィリップ・H.クームス『現代教育への挑戦 世界教育危機のシステム・アナリシス』池田進・森口兼二共訳 日本生産性本部 1969
- E.キング『比較教育学と教育政策』沖原豊共監訳 南窓社 1977
- リチャード・ルビンジャー『私塾 近代日本を拓いたプライベート・アカデミー』海原徹共訳 サイマル出版 1982

## 論文
- CiNii>石附実